# Pierre Janet
Pierre Marie Félix Janet (30. května 1859, Paříž – 24. února 1947, Paříž) byl francouzský psycholog a filozof, jeden z otců zakladatelů oboru psychologie. Zabýval se především hysterií, hypnózou, traumatem a tématem paměti.
Byl žákem Jean-Martina Charcota v jeho Psychologické laboratoři v nemocnici Salpêtrière. Jako první užíval pojem podvědomí (který je často připisován Freudovi, jenž ovšem hovořil o nevědomí), především ve slavném spojení "podvědomá utkvělá představa" (idée fixe subconsciente). Dalším jeho klíčovým konceptem byla disociace. Janet, poté, co Freud dosáhl mezinárodního věhlasu, prohlásil (na Seventeenth Congress of Medicine v Londýně), že většina psychoanalytických pojmů jsou jen přejmenované pojmy jeho, a že objevitelem psychoanalýzy je de facto on. Freuda obvinění z plagiátorství urazilo, neboť Janetův vliv při vzniku psychoanalýzy vždy zdůrazňoval, ačkoli Janetův model neurózy se dosti lišil od Freudova. Spory trvaly až do konce Freudova života, ještě roku 1937 se Freud s Janetem odmítl setkat, přestože Janet od některých svých obvinění odstoupil. Jisté je, že Janet silně ovlivnil například Alfreda Adlera s jeho konceptem komplexu méněcennosti svým termínem "sentiment d'incomplétude".